# Júzcar
Júzcar là một đô thị trong tỉnh Málaga, cộng đồng tự trị Andalusia Tây Ban Nha. Đô thị này có diện tích là ki-lô-mét vuông, dân số năm 2009 là người với mật độ người/km². Đô thị này có cự ly km so với tỉnh lỵ Málaga.

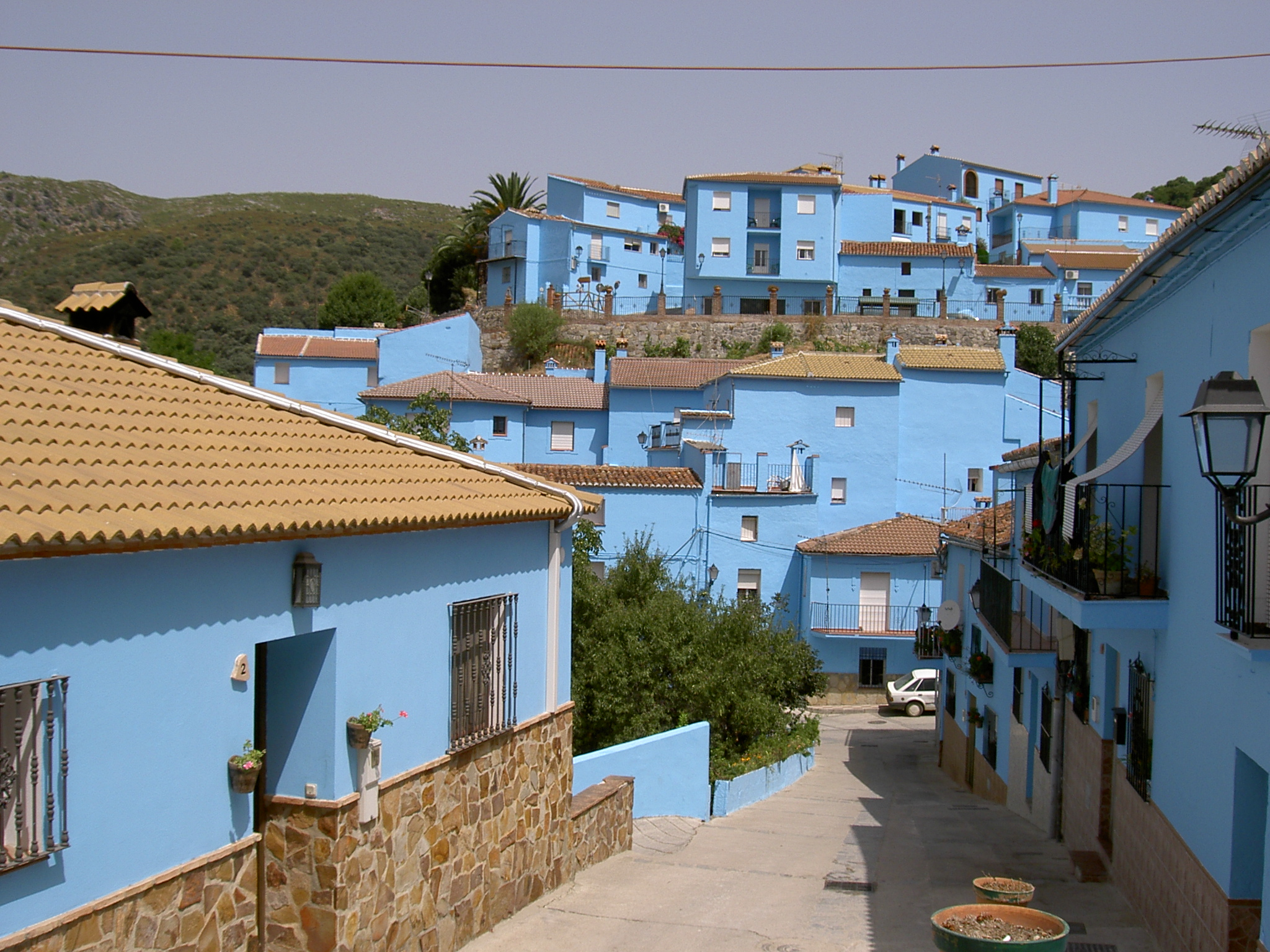
Júzcar, được sơn màu xanh.

Trước kia toàn bộ nhà trong thị trấn đều sơn màu trắng, nhưng từ mùa xuân 2011, để chào mừng sự ra mắt của phim Xì Trum toàn bộ thị trấn này được sơn màu xanh. Việc sơn lại từ màu trắng sang xanh tiêu tốn hơn 4.000 lít sơn. Tháng 12 năm 2011, Sony Pictures đã đề nghị trả lại màu trắng cho thị trấn nhưng cư dân nơi đây đã bỏ phiếu đề nghị giữ màu xanh. Ước tính có khoảng 80.000 khách tham qua trong sáu tháng sau khi sơn màu xanh. Trước đây bình thường chỉ có khoàng 300 du khách mỗi năm.

## Địa lý

Vị trí của Juzcar trong tỉnh Málaga

Thị trấn Júzca có hình dạng một dãi hẹp kéo dài theo phương bắc nam. Đô thị này giáp ranh với các đô thị Ronda, Cartajima, Pujerra, Benahavís, Estepona, Faraján và Alpandeire. Nó nằm dưới chân núi Jarastepar với độ cao 1.425 m.
Sông Genal uốn cong chảy qua thung lũng cùng tên với nhiều nhánh sông bao lấy ngôi làng và tạo ra nhiều hồ nhỏ và thác. Juzcar nằm ở phần cao hơn của thung lũng và có thể đi đến đây bằng đường cao tốc phía nam từ Ronda qua Alpandeire, hoặc từ cao tốc Ronda-San Pedro qua Cartajima.

### Khí hậu
| Dữ liệu khí hậu của Júzcar              | Dữ liệu khí hậu của Júzcar | Dữ liệu khí hậu của Júzcar | Dữ liệu khí hậu của Júzcar | Dữ liệu khí hậu của Júzcar | Dữ liệu khí hậu của Júzcar | Dữ liệu khí hậu của Júzcar | Dữ liệu khí hậu của Júzcar | Dữ liệu khí hậu của Júzcar | Dữ liệu khí hậu của Júzcar | Dữ liệu khí hậu của Júzcar | Dữ liệu khí hậu của Júzcar | Dữ liệu khí hậu của Júzcar | Dữ liệu khí hậu của Júzcar |
| Tháng                                   | 1                          | 2                          | 3                          | 4                          | 5                          | 6                          | 7                          | 8                          | 9                          | 10                         | 11                         | 12                         | Năm                        |
| --------------------------------------- | -------------------------- | -------------------------- | -------------------------- | -------------------------- | -------------------------- | -------------------------- | -------------------------- | -------------------------- | -------------------------- | -------------------------- | -------------------------- | -------------------------- | -------------------------- |
| Trung bình ngày tối đa °C (°F)          | 16 (61)                    | 17 (63)                    | 19 (66)                    | 20 (68)                    | 23 (73)                    | 26 (79)                    | 28 (82)                    | 29 (84)                    | 26 (79)                    | 22 (72)                    | 19 (66)                    | 17 (63)                    | 22 (72)                    |
| Trung bình ngày °C (°F)                 | 10 (50)                    | 9 (48)                     | 11 (52)                    | 13 (55)                    | 15 (59)                    | 24 (75)                    | 24 (75)                    | 24 (75)                    | 21 (70)                    | 18 (64)                    | 13 (55)                    | 11 (52)                    | 16 (61)                    |
| Tối thiểu trung bình ngày °C (°F)       | 11 (52)                    | 12 (54)                    | 13 (55)                    | 14 (57)                    | 16 (61)                    | 18 (64)                    | 20 (68)                    | 21 (70)                    | 19 (66)                    | 17 (63)                    | 14 (57)                    | 12 (54)                    | 16 (61)                    |
| Lượng Giáng thủy trung bình mm (inches) | 104.8 (4.13)               | 84.3 (3.32)                | 67.8 (2.67)                | 71.7 (2.82)                | 30.6 (1.20)                | 10.0 (0.39)                | 5.0 (0.20)                 | 5.0 (0.20)                 | 24.2 (0.95)                | 94.7 (3.73)                | 102.5 (4.04)               | 192.3 (7.57)               | 792.9 (31.22)              |
| Số ngày giáng thủy trung bình           | 13                         | 11                         | 10                         | 10                         | 9                          | 3                          | 2                          | 2                          | 6                          | 13                         | 12                         | 15                         | 106                        |
| Nguồn 1: World Weather Online           |                            |                            |                            |                            |                            |                            |                            |                            |                            |                            |                            |                            |                            |
| Nguồn 2: spanishweather                 |                            |                            |                            |                            |                            |                            |                            |                            |                            |                            |                            |                            |                            |

## Kinh tế
Sản phẩm chính của nó bao gồm hạt dẻ, cây ô liu và vườn cây ăn trái. Hội chợ tháng 8 từ ngày 24 đến ngày 26 để tôn vinh Đức Trinh Nữ Moclon (Virgin de Moclón).

## Các điểm tham quan
- Nhà máy thiếc
- Nhà thờ Santa Catalina